# National Museum Cardiff

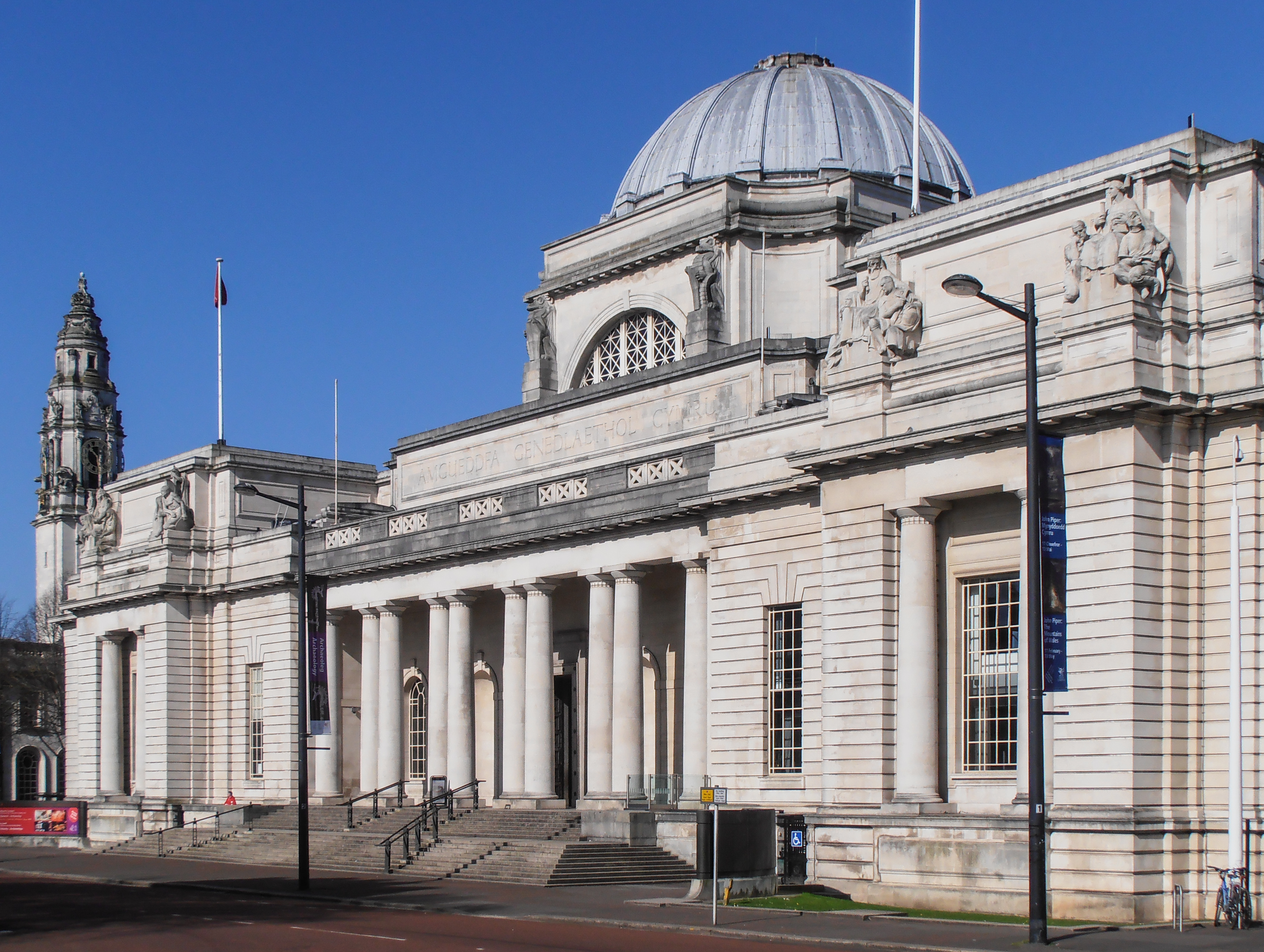

Het National Museum Cardiff of Amgueddfa Genedlaethol Caerdydd (Welsh) is een museum in het Welshe Cardiff. Het werd opgericht in 1905 en ligt aan Cathays Park/Parc Cathays. Het museum heeft een botanische collectie, zoölogische collectie, fossielen, schilderkunst (National Museum of Art met werken van Sandro Botticelli, Frans Snijders, Rembrandt van Rijn, Vincent Van Gogh, Nicolas Poussin, Claude Monet, Paul Cézanne). Het museum maakt deel uit van het National Museum Wales. 